# Dendrobates lehmanni
Dendrobates lehmanni (tên tiếng Anh: Lehmann's Poison Frog hoặc Red-banded Poison Frog) là một loài ếch thuộc họ Dendrobatidae. Đây là loài đặc hữu của Colombia.
Môi trường sống tự nhiên của chúng là rừng ẩm vùng đất thấp nhiệt đới hoặc cận nhiệt đới và vùng núi ẩm nhiệt đới hoặc cận nhiệt đới. Chúng hiện đang bị đe dọa vì mất môi trường sống. Nó được đặt tên theo nhà bảo tồn sinh học người Colombia Federico Carlos Lehmann.